# Izocyjaniany

Grupa izocyjanianowa

Izocyjaniany – związki chemiczne zawierające ugrupowanie −N=C=O, w którym atomem wiążącym jest atom azotu. Mogą to być sole typu M−N=C=O (gdzie M to atom metalu) lub związki organiczne typu R−N=C=O (gdzie R to dowolna grupa organiczna, a ugrupowanie −N=C=O określa się jako grupę izocyjanianową). 
Izocyjaniany są izomerami cyjanianów, zawierających ugrupowanie −O−C≡N oraz piorunianów, zawierających ugrupowanie −C≡N−O.

## Izocyjaniany nieorganiczne
Izocyjaniany nieorganiczne otrzymywane są przez utlenianie cyjanków w wysokiej temperaturze. Są trwałe do temperatury czerwonego żaru. Powstają także obok cyjanków w reakcji cyjanu z mocnymi zasadami. W wodzie hydrolizują do amoniaku i dwutlenku węgla.
Termiczna przemiana izocyjanianu amonu (NH4OCN) w izomeryczny mocznik, której po raz pierwszy dokonał Friedrich Wöhler w 1828 roku, była pierwszą laboratoryjną syntezą związku organicznego i obaliła teorię siły życiowej (tzw. vis vitalis), obowiązującej do tego czasu w chemii organicznej.

## Izocyjaniany organiczne
Niektóre izocyjaniany organiczne są bardzo reaktywnymi związkami chemicznymi, zdolnymi np. do wybuchowej reakcji z wodą, w której wydziela się dwutlenek węgla. Część izocyjanianów jest silnie toksyczna.

### Synteza
1) Podstawową metodą syntezy izocyjanianów jest reakcja aminy pierwszorzędowej z fosgenem:
2) Ze względu na toksyczność fosgenu poszukiwano innych, bardziej bezpiecznych, metod syntezy izocyjanianów. Przykładem może być reakcja dwuetapowa z mocznikiem i następczą termolizą:
R−NH
2 + CO(NH
2)
2 → R−NH−CO−NH
2 + NH
3
R−NH−CO−NH
2 → R−NCO + NH
3
3) Izocyjaniany są produktami pośrednimi w przegrupowaniu Hoffmanna, w którym pierwszorzędowe amidy reagują z podchlorynami lub podbrominami tworząc odpowiedni izocyjanian, który następnie hydrolizuje do odpowiedniej pierwszorzędowej aminy. 
4) Ponadto izocyjaniany mogą powstawać w reakcji przegrupowania Curtiusa. Azydki acylowe R−(CO)−N
3 rozpadają się z wydzieleniem gazowego azotu N2 tworząc nitreny, które podobnie jak karbeny są nietrwałe i ulegają przegrupowaniu do izocyjanianów.

### Reakcje
1) W środowisku alkalicznym izocyjaniany ulegają hydrolizie, dając w wyniku aminę pierwszorzędową, oraz anion węglanowy. Reakcja przebiega zgodnie ze schematem: 
R−NCO + 2OH− → R−NH
2 + CO2−
3
2) Izocyjaniany aromatyczne w obecności wody ulegają hydrolizie z wydzieleniem dwutlenku węgla (reakcja jest zwykle silnie egzotermiczna):
R−NCO + H
2O → R−NH
2 + CO
2
Reakcja ta jest wykorzystywana przy spienianiu poliuretanów.
3) Izocyjaniany reagują z alkoholami i aminami, dając jako wynik odpowiednio uretany lub pochodne mocznika:
R−NCO + 2 R'−OH → R−NH−CO−OR'
R−NCO + 2 R'−NH
2 → R−NH−CO−NHR'
Reakcja alkoholi i amin z izocyjanianami jest podstawową metodą otrzymywania poliuretanów. Substratami przy produkcji tych polimerów są di- i tri-izocyjaniany oraz diole lub rozbudowane oligomery z wieloma grupami hydroksylowymi, nazywanymi nie do końca poprawnie poliolami.

### Znaczenie przemysłowe

Diizocyjanian difenylometanu (MDI)
Kolorem niebieskim podana jest numeracja atomów węgla

Izocyjanian metylu (MIC, CH3−NCO) stosowany jest w produkcji pestycydów, jednak przeważająca część tych związków w przemyśle organicznym jest używana do produkcji tworzyw poliuretanowych. Globalny popyt na diizocyjaniany w 2000 roku wynosił 4,4 miliony ton w tym:
- 61,3% diizocyjanian difenylometanu (MDI)
- 34,1% 2,4-diizocyjanianotoluen (TDI)
- 3,4% diizocyjanian heksametylenu (HDI) oraz diizocyjanian izoforonu (IPDI)
- 1,2% inne

Wszyscy główni producenci MDI oraz TDI są członkami Międzynarodowego Instytutu Izocyjanianów (International Isocyanate Institute), którego celem jest promowanie bezpiecznego stosowania MDI i TDI w zakładach pracy, jak również w środowisku naturalnym.

### Zagrożenia
Reaktywność izocyjanianów czyni je szkodliwymi dla żywych tkanek. Są one trujące i wywołują alergiczne zapalenie pęcherzyków płucnych oraz tzw. astmę zawodową. Obie te choroby powstają w wyniku inhalacji oraz kontaktu skórnego, dlatego powinno się unikać zarówno wdychania oparów jak i bezpośredniego kontaktu ze skórą.
ISOPA, Europejskie Stowarzyszenie Producentów Izocyjanianów i Polioli (European Diisocyanate and Polyol Producers Association) udostępnia informacje dla bezpiecznego stosowania izocyjanianów.
Informacje na temat stosowania, wyposażenia ochrony osobistej, transportu, przechowywania, pobierania próbek i analizy dla MDI i TDI, postępowanie w przypadku wypadku, informacje o środowisku i zdrowiu zostały szczegółowo podane.